# Stephan Rommelspacher
Stephan Rommelspacher (* 1959 in Friedrichshafen) ist ein deutscher Kirchenmusiker, Chorleiter und Organist.

## Leben
Rommelspacher begann seine musikalische Ausbildung am Musikgymnasium der Regensburger Domspatzen. Die erste organistische Ausbildung erfolgte durch den Domorganisten Eberhard Kraus. 1979 gewann er als Bundessieger den Wettbewerb Jugend musiziert. Sein Studium der Kirchenmusik, Schulmusik und Musikwissenschaft absolvierte er an der Hochschule für Musik Freiburg bei Ludwig Doerr, Hans Musch und Hans Michael Beuerle. Er ergänzte seine Ausbildung als Stipendiat der Studienstiftung des deutschen Volkes und des DAAD durch ein Auslandsstudium bei Michael Radulescu an der Musikhochschule Wien. 1989 wurde er mit dem Kulturpreis der Stadt Friedrichshafen ausgezeichnet. Fast zwölf Jahre wirkte er als Bezirkskantor der Erzdiözese Freiburg am Münster Unserer Lieben Frau in Villingen/Schwarzwald sowie als Lehrbeauftragter für Orgel an der Staatlichen Musikhochschule Trossingen. 2000 erfolgte die Berufung als Domkapellmeister an den Trierer Dom, 2013 die an die katholische Propsteikirche St. Trinitatis in Leipzig als Nachfolger von Kurt Grahl.